# Nati nel 1829
| Questa pagina contiene informazioni ricavate automaticamente dalle voci biografiche con l'ausilio del template Bio e di un bot. L'aggiornamento è periodico e automatico e ricostruisce completamente la pagina. Se manca una persona in questa lista, sei pregato di non aggiungerla, ma accertati piuttosto che la sua voce biografica contenga il template Bio e che i dati anagrafici siano correttamente compilati. Se il template Bio manca, inseriscilo tu stesso o, in alternativa, metti l'avviso {{tmp\|Bio}} che ne segnala la mancanza. Se i dati riportati sono sbagliati, correggi direttamente la voce biografica; le modifiche saranno visibili in questa lista entro pochi giorni. Per chiarimenti vedi il progetto biografie. La lista contiene solo le 374 persone che sono citate nell'enciclopedia e per le quali è stato implementato correttamente il template Bio. Pagina aggiornata al 18 ago 2025. |

## Gennaio(44)
- 1º gennaio - Tommaso Salvini, attore teatrale e patriota italiano († 1915)
- 3 gennaio - Konrad Duden, filologo, linguista e germanista tedesco († 1911)
- 4 gennaio - Adolfo Alsina, politico argentino († 1877)
- 7 gennaio - Richard von Metternich, diplomatico austriaco († 1895)
- 7 gennaio - Pietro Taglialatela, pastore protestante, filosofo e scrittore italiano († 1913)
- 8 gennaio - Heinrich Schröter, matematico tedesco († 1892)
- 9 gennaio - Franz Friedrich Fronius, botanico rumeno († 1886)
- 9 gennaio - Thomas William Robertson, drammaturgo, regista teatrale e scrittore irlandese († 1871)
- 10 gennaio - Hermann Blankenstein, architetto tedesco († 1910)
- 10 gennaio - Augusto Castellani, orafo italiano († 1914)
- 12 gennaio - Joaquin Murrieta, criminale e patriota messicano († 1853)
- 12 gennaio - Edward Palmer, botanico e archeologo britannico († 1911)
- 13 gennaio - Giuseppe Cavaleri, pittore e scultore italiano († 1880)
- 15 gennaio - Felice D'Errico, imprenditore e politico italiano († 1901)
- 15 gennaio - Lucien Douillard, architetto francese († 1888)
- 15 gennaio - Silas Weir Mitchell, medico e scrittore statunitense († 1914)
- 16 gennaio - Jean-Antoine Carrel, alpinista e militare italiano († 1890)
- 16 gennaio - Boghos Bedros XI Emmanuelian, ottomano († 1904)
- 16 gennaio - Sofia Fuoco, danzatrice italiana († 1916)
- 16 gennaio - Michail Larionovič Michajlov, poeta, scrittore e traduttore russo († 1865)
- 16 gennaio - Américo Ferreira dos Santos Silva, cardinale e vescovo cattolico portoghese († 1899)
- 17 gennaio - Catherine Mumford, filantropa inglese († 1890)
- 18 gennaio - Ludvig Lorenz, fisico danese († 1891)
- 20 gennaio - Antonio Guasqui, fantino italiano († 1851)
- 20 gennaio - John Roddam Spencer Stanhope, pittore inglese († 1908)
- 21 gennaio - Ludovico Bettoni, patriota e politico italiano († 1901)
- 21 gennaio - Paul Leopold Haffner, vescovo cattolico tedesco († 1899)
- 21 gennaio - Silvino Olivieri, militare e patriota italiano († 1856)
- 21 gennaio - Oscar II di Svezia, sovrano svedese († 1907)
- 21 gennaio - Carmelo Sciuto Patti, architetto, ingegnere e geologo italiano († 1898)
- 22 gennaio - Luigia Bendazzi, soprano italiano († 1901)
- 22 gennaio - Vincenzo Coconito di Montiglio, generale italiano († 1896)
- 22 gennaio - Stanislao Solari, militare e agronomo italiano († 1906)
- 22 gennaio - Emilio Visconti Venosta, diplomatico e politico italiano († 1914)
- 23 gennaio - Giacinto Magliulo, vescovo cattolico italiano († 1899)
- 24 gennaio - Yechiel Michel Epstein, rabbino e religioso russo († 1908)
- 26 gennaio - Gennaro Celli, magistrato italiano († 1895)
- 26 gennaio - Lodovico Trotti Bentivoglio, nobile, patriota e militare italiano († 1914)
- 27 gennaio - Ján Botto, poeta slovacco († 1881)
- 27 gennaio - Carlos de Haes, pittore spagnolo († 1898)
- 27 gennaio - Isaac Roberts, astronomo britannico († 1904)
- 28 gennaio - William Duncombe, I conte di Feversham, politico inglese († 1915)
- 29 gennaio - Augusto Muzii, politico e avvocato italiano († 1907)
- 30 gennaio - Gaetano Brunetti, politico italiano († 1900)

## Febbraio(29)
- 1º febbraio - Sebastian Buff, pittore svizzero († 1880)
- 2 febbraio - Alfred Edmund Brehm, biologo e scrittore tedesco († 1884)
- 4 febbraio - Karl Ludwig Fugger von Babenhausen, principe e generale tedesco († 1906)
- 5 febbraio - Francesco Alario, patriota e politico italiano († 1891)
- 6 febbraio - Thomas Henry Armstrong, politico statunitense († 1891)
- 6 febbraio - Joseph Auguste Émile Vaudremer, architetto francese († 1914)
- 8 febbraio - Teresa Cibele Legnazzi, patriota italiana († 1905)
- 9 febbraio - Vincenzo Riccardi di Lantosca, poeta italiano († 1887)
- 10 febbraio - Simon Schwendener, botanico svizzero († 1919)
- 11 febbraio - Macedonio Pinelli, patriota italiano († 1886)
- 12 febbraio - Léonce Cohen, compositore e violinista francese († 1901)
- 13 febbraio - Edward Henry Howard, cardinale e arcivescovo cattolico britannico († 1892)
- 14 febbraio - Maximilian Daublebsky von Sterneck, ammiraglio austriaco († 1897)
- 14 febbraio - Jean Dufresne, scacchista e scrittore tedesco († 1893)
- 16 febbraio - Wilhelm Josef Grailich, mineralogista austriaco († 1859)
- 20 febbraio - Luigi Andreotti, militare italiano († 1871)
- 20 febbraio - Antonio Guzmán Blanco, politico venezuelano († 1899)
- 20 febbraio - Joseph Jefferson, attore e attore teatrale statunitense († 1905)
- 20 febbraio - Odo Russell, I Barone Ampthill, diplomatico inglese († 1884)
- 21 febbraio - Théophane Vénard, presbitero e missionario francese († 1861)
- 22 febbraio - Martino Beltrani Scalia, magistrato e politico italiano († 1909)
- 22 febbraio - Luigi Cassitto, giornalista, poeta e umorista italiano († 1888)
- 22 febbraio - Henri-Jacques Espérandieu, architetto francese († 1894)
- 23 febbraio - Eugène Allard, pittore francese († 1864)
- 24 febbraio - Friedrich Spielhagen, scrittore tedesco († 1911)
- 25 febbraio - Alexander von Bülow, politico tedesco († 1901)
- 25 febbraio - Felice Rignon, nobile e politico italiano († 1914)
- 26 febbraio - Levi Strauss, imprenditore tedesco († 1902)
- 28 febbraio - Carlo Mancini, pittore italiano († 1910)

## Marzo(36)
- 1º marzo - Luisa di Prussia, principessa prussiana († 1901)
- 1º marzo - Antonius von Thoma, arcivescovo cattolico tedesco († 1897)
- 2 marzo - Laura Acton, nobile italiana († 1915)
- 2 marzo - Carl Schurz, politico, generale e diplomatico statunitense († 1906)
- 3 marzo - Heinrich Dernburg, giurista tedesco († 1907)
- 3 marzo - Rita e Cristina Parodi, italiana († 1829)
- 3 marzo - Carl von Siemens, imprenditore tedesco († 1906)
- 4 marzo - Paul Ritter, pittore tedesco († 1907)
- 5 marzo - Karl Heilmayer, pittore tedesco († 1908)
- 5 marzo - Jean-Jacques Henner, pittore francese († 1905)
- 6 marzo - Arthur Blomfield, architetto e restauratore britannico († 1899)
- 6 marzo - Heinrich Lichner, compositore tedesco († 1898)
- 9 marzo - Leon Gouin, ingegnere, imprenditore e archeologo francese († 1888)
- 9 marzo - Edward Orton, geologo statunitense († 1899)
- 10 marzo - Giuseppe Apollonio, vescovo cattolico italiano († 1903)
- 12 marzo - Marco De Gregorio, pittore italiano († 1876)
- 12 marzo - Norman Robert Pogson, astronomo inglese († 1891)
- 12 marzo - Ernst Leberecht Wagner, patologo tedesco († 1888)
- 14 marzo - Pierre-Hector Coullié, cardinale e arcivescovo cattolico francese († 1912)
- 15 marzo - Hans Canon, pittore austriaco († 1885)
- 15 marzo - Julian von Krynicki, generale austriaco († 1907)
- 16 marzo - Gerolamo Boccardo, economista e politico italiano († 1904)
- 16 marzo - George Maxwell Robeson, politico statunitense († 1897)
- 17 marzo - Gioacchino Cutinelli-Rendina, politico italiano († 1885)
- 17 marzo - Domenico Straface, brigante italiano († 1869)
- 23 marzo - Carlo Rognoni, agronomo italiano († 1904)
- 24 marzo - Juraj Slota, presbitero, poeta e giornalista slovacco († 1882)
- 24 marzo - George Francis Train, imprenditore statunitense († 1904)
- 24 marzo - Ignacio Zaragoza, generale e politico messicano († 1862)
- 26 marzo - Théodore Aubanel, poeta francese († 1886)
- 26 marzo - William Robinson Clark, presbitero e teologo britannico († 1912)
- 26 marzo - Raffaele Nannarone, imprenditore e politico italiano († 1908)
- 26 marzo - Pierre-Marie Osouf, arcivescovo cattolico e missionario francese († 1906)
- 29 marzo - Pietro Moro, politico italiano († 1900)
- 29 marzo - Domenico Primerano, militare e politico italiano († 1911)
- 30 marzo - Luigi Pallotti, cardinale italiano († 1890)

## Aprile(23)
- 4 aprile - Frederick Thomas Green, esploratore canadese († 1876)
- 4 aprile - Heinrich Antonovič Leer, generale, insegnante e storico russo († 1904)
- 5 aprile - Giuseppe Eugenio Balsamo, inventore e politico italiano († 1901)
- 5 aprile - Louis d'Estampes, scrittore e saggista francese († 1898)
- 6 aprile - Federico Persico, giurista e poeta italiano († 1919)
- 7 aprile - Adolfo Pick, pedagogista italiano († 1894)
- 8 aprile - Giovanni Barcia, vescovo cattolico italiano († 1912)
- 10 aprile - William Booth, predicatore inglese († 1912)
- 13 aprile - Norberto Cassinelli, presbitero italiano († 1911)
- 14 aprile - Grigorij Petrovič Danilevskij, scrittore russo († 1890)
- 16 aprile - Domenico Mustafà, compositore, direttore di coro e cantante castrato italiano († 1912)
- 18 aprile - Giovanni Pietro Natoli, vescovo cattolico italiano († 1898)
- 19 aprile - Richard Boyle, IX conte di Cork, politico irlandese († 1904)
- 20 aprile - Marcello Barbaro, armatore italiano († 1897)
- 20 aprile - Giulio Fiastri, militare italiano († 1866)
- 21 aprile - Anne Hay-Mackenzie, duchessa di Sutherland, nobildonna inglese († 1888)
- 21 aprile - Maria Anna Sala, religiosa italiana († 1891)
- 26 aprile - Theodor Billroth, medico tedesco († 1894)
- 26 aprile - Andreas Markl, militare e numismatico austriaco († 1913)
- 27 aprile - Benjamin Vautier, pittore, docente e illustratore svizzero († 1898)
- 28 aprile - Giovanni Barracco, politico e alpinista italiano († 1914)
- 28 aprile - Charles Bourseul, inventore francese († 1912)
- 30 aprile - Ferdinand von Hochstetter, geologo e naturalista tedesco († 1884)

## Maggio(16)
- 1º maggio - José de Alencar, politico e scrittore brasiliano († 1877)
- 1º maggio - Anthony Frederick Augustus Sandys, pittore e disegnatore inglese († 1904)
- 4 maggio - Roberto Marin, patriota italiano († 1886)
- 6 maggio - Carlo Mazzolani, magistrato, patriota e politico italiano († 1913)
- 8 maggio - Louis Moreau Gottschalk, compositore e pianista statunitense († 1869)
- 8 maggio - Gioacchino Rasponi, politico e patriota italiano († 1877)
- 9 maggio - Charles Walter De Vis, zoologo e ornitologo inglese († 1915)
- 10 maggio - Vasilij Vasil'evič Bervi-Flerovskij, sociologo, scrittore e rivoluzionario russo († 1918)
- 13 maggio - Segundo Ruiz Belvis, politico portoricano († 1867)
- 18 maggio - Gustav von Blome, diplomatico, politico e nobile austriaco († 1906)
- 18 maggio - Paolo Di Campello, avvocato e politico italiano († 1917)
- 20 maggio - Gaspare Finali, letterato, patriota e politico italiano († 1914)
- 26 maggio - Angelo Bargoni, politico e magistrato italiano († 1901)
- 28 maggio - Henry Harrisse, storico, cartografo e scrittore francese († 1910)
- 30 maggio - Levin Goldschmidt, giurista tedesco († 1897)
- 31 maggio - Caroline Emily Nevill, fotografa britannica († 1887)

## Giugno(26)
- 3 giugno - Charles Brooke, sovrano indonesiano († 1917)
- 6 giugno - Allan Octavian Hume, politico e ornitologo britannico († 1912)
- 6 giugno - Hon'inbō Shūsaku, goista giapponese († 1862)
- 7 giugno - Nikolaj Fëdorovič Fëdorov, filosofo russo († 1903)
- 7 giugno - Pietro Formichi, compositore italiano († 1913)
- 7 giugno - Eduard Pflüger, fisiologo tedesco († 1910)
- 8 giugno - John Everett Millais, pittore e illustratore inglese († 1896)
- 8 giugno - Paolo Narducci, patriota italiano († 1849)
- 9 giugno - Gaetano Braga, compositore e violoncellista italiano († 1907)
- 11 giugno - Bartolomeo Borelli, politico italiano († 1905)
- 11 giugno - Giuseppe Missori, militare italiano († 1911)
- 11 giugno - Alfred Newton, zoologo e ornitologo britannico († 1907)
- 12 giugno - Lyman Belding, ornitologo statunitense († 1917)
- 12 giugno - Antonio Tantardini, scultore italiano († 1879)
- 14 giugno - Bernard Petitjean, vescovo cattolico e missionario francese († 1884)
- 16 giugno - Geronimo, condottiero nativo americano († 1909)
- 16 giugno - Grigorij Sergeevič Stroganov, nobile e politico russo († 1910)
- 16 giugno - Henriette Browne, pittrice francese († 1901)
- 17 giugno - Meyer Kayserling, storico e rabbino tedesco († 1905)
- 19 giugno - Angelo Poretti, imprenditore italiano († 1901)
- 22 giugno - Francesco Vitelleschi Nobili, politico italiano († 1906)
- 23 giugno - Raffaele Sonzogno, giornalista e politico italiano († 1875)
- 24 giugno - Gio Batta Paita, politico italiano († 1901)
- 28 giugno - Charles-Théodore Millot, militare francese († 1889)
- 29 giugno - Tat'jana Aleksandrovna Ribaupierre, nobildonna russa († 1879)
- 30 giugno - Giovanni Omboni, geologo, paleontologo e naturalista italiano († 1910)

## Luglio(21)
- 4 luglio - Bohuslaw Chotek von Chotkow, nobile e diplomatico boemo († 1896)
- 6 luglio - Federico VIII di Schleswig-Holstein-Sonderburg-Augustenburg, nobile tedesco († 1880)
- 8 luglio - Pierre Alexis Ponson du Terrail, scrittore francese († 1871)
- 9 luglio - Augusto Ferri, scenografo e pittore italiano († 1895)
- 10 luglio - Édouard Hentsch, banchiere svizzero († 1892)
- 10 luglio - Filosseno Luzzatto, linguista italiano († 1854)
- 10 luglio - Ercole Turati, ornitologo italiano († 1881)
- 12 luglio - Edwin Long, pittore inglese († 1891)
- 12 luglio - Henry Portman, II visconte Portman, politico inglese († 1919)
- 12 luglio - William Backhouse Astor, Jr., imprenditore statunitense († 1892)
- 14 luglio - Edward White Benson, arcivescovo anglicano inglese († 1896)
- 16 luglio - Graziadio Isaia Ascoli, linguista, glottologo e glottoteta italiano († 1907)
- 18 luglio - Giacomo Albé, pittore italiano († 1893)
- 20 luglio - Ferdinando Ramognini, militare, funzionario e politico italiano († 1898)
- 24 luglio - Luigi Raffaele Macry, politico italiano († 1897)
- 25 luglio - Elizabeth Siddal, modella, poetessa e pittrice britannica († 1862)
- 26 luglio - Auguste Beernaert, politico belga († 1912)
- 27 luglio - Jean-Pierre Boyer, cardinale e arcivescovo cattolico francese († 1896)
- 28 luglio - Emilio Bignami, patriota, scrittore e ingegnere italiano († 1910)
- 28 luglio - Martín Boneo, pittore argentino († 1915)
- 29 luglio - Valentino Panciera Besarel, intagliatore e scultore italiano († 1902)

## Agosto(19)
- 6 agosto - Joseph Villevieille, pittore e docente francese († 1916)
- 8 agosto - Lucien-Anatole Prévost-Paradol, giornalista e saggista francese († 1870)
- 9 agosto - Edmond Albius, botanico francese († 1880)
- 9 agosto - Adelaide Borghi-Mamo, mezzosoprano italiano († 1901)
- 9 agosto - Émile Decombes, pianista e docente francese († 1912)
- 13 agosto - Ivan Michajlovič Sečenov, fisiologo russo († 1905)
- 14 agosto - Robert Nobel, imprenditore svedese († 1896)
- 19 agosto - Jules René Bourguignat, zoologo e naturalista francese († 1892)
- 21 agosto - Otto Goldschmidt, compositore, direttore d'orchestra e pianista tedesco († 1907)
- 22 agosto - Raffaele Capone, vescovo cattolico italiano († 1908)
- 23 agosto - Moritz Cantor, matematico tedesco († 1920)
- 24 agosto - Georg Ludwig Carius, chimico tedesco († 1875)
- 25 agosto - Carlo Acton, pianista e compositore italiano († 1909)
- 26 agosto - Ján Mallý-Dusarov, presbitero, patriota e editore slovacco († 1902)
- 28 agosto - Albert Dietrich, compositore, direttore d'orchestra e pianista tedesco († 1908)
- 28 agosto - Domenico Pittarini, scrittore e poeta italiano († 1901)
- 28 agosto - Theodor Weber, medico e patologo tedesco († 1914)
- 29 agosto - Giuseppe Rigutini, filologo e lessicografo italiano († 1903)
- 30 agosto - Joseph-Alfred Serret, matematico e astronomo francese († 1885)

## Settembre(43)
- 1º settembre - Paolo D'Oncieu de la Bâtie, militare e politico italiano († 1918)
- 3 settembre - Eduard Georg von Bethusy-Huc, politico prussiano († 1893)
- 4 settembre - Augusto Elia, patriota, militare e politico italiano († 1919)
- 4 settembre - Adolf Fick, fisiologo e biofisico tedesco († 1901)
- 4 settembre - Bernardino Milon, politico e militare italiano († 1881)
- 5 settembre - William Odling, chimico inglese († 1921)
- 5 settembre - Lester Allan Pelton, inventore statunitense († 1908)
- 5 settembre - Placido Maria Schiaffino, cardinale e vescovo cattolico italiano († 1889)
- 6 settembre - Johann Peter Grieß, chimico tedesco († 1888)
- 6 settembre - Maria Elizabeth Zakrzewska, medica tedesca († 1902)
- 7 settembre - Charles-Alexandre Coëssin de la Fosse, pittore e incisore francese († 1910)
- 7 settembre - Ferdinand Vandeveer Hayden, geologo statunitense († 1887)
- 7 settembre - Friedrich August Kekulé von Stradonitz, chimico tedesco († 1896)
- 9 settembre - Konrad Knoll, scultore tedesco († 1899)
- 11 settembre - Thomas Hill, pittore statunitense († 1908)
- 12 settembre - Anselm Feuerbach, pittore e docente tedesco († 1880)
- 12 settembre - Charles Dudley Warner, saggista e scrittore statunitense († 1900)
- 13 settembre - Alessio d'Assia-Philippsthal-Barchfeld, nobile († 1905)
- 13 settembre - Filippo Migliavacca, patriota italiano († 1860)
- 13 settembre - Luigi Nicora, vescovo cattolico italiano († 1890)
- 14 settembre - Katti Lanner, ballerina e coreografa austriaca († 1908)
- 16 settembre - Achille Emperaire, pittore francese († 1898)
- 16 settembre - Alfred Koechlin-Schwartz, politico e imprenditore francese († 1895)
- 16 settembre - Manuel Tamayo y Baus, drammaturgo spagnolo († 1898)
- 17 settembre - Giuseppe Giani, pittore italiano († 1885)
- 17 settembre - Karl Hillebrand, storico e saggista tedesco († 1884)
- 17 settembre - Franciszek Tepa, pittore polacco († 1889)
- 18 settembre - Joaquín Pardo de Tavera, attivista filippino († 1884)
- 21 settembre - Charles Longueville, pittore e incisore francese († 1899)
- 21 settembre - Auguste Toulmouche, pittore francese († 1890)
- 22 settembre - William Worth Belknap, generale e politico statunitense († 1890)
- 22 settembre - Maurice Joly, scrittore, giornalista e avvocato francese († 1878)
- 22 settembre - Tự Đức, imperatore vietnamita († 1883)
- 23 settembre - Friedrich Dittes, educatore e pedagogista austriaco († 1896)
- 23 settembre - Hermann Müller, botanico tedesco († 1883)
- 23 settembre - Radama II, re malgascio († 1863)
- 25 settembre - William Michael Rossetti, poeta e critico letterario britannico († 1919)
- 26 settembre - Annibale Certani, ingegnere e agronomo italiano († 1914)
- 26 settembre - Matteo Cilento, pittore italiano († 1916)
- 27 settembre - Mariano Indelicato, politico italiano († 1897)
- 29 settembre - Annibale Brandolini, militare, patriota e politico italiano († 1901)
- 29 settembre - Giles Alexander Smith, generale statunitense († 1876)
- 30 settembre - Franz Reuleaux, ingegnere meccanico tedesco († 1905)

## Ottobre(23)
- 2 ottobre - Adrien Joseph Prax-Paris, politico francese († 1909)
- 4 ottobre - Jacques Blumenthal, pianista e compositore tedesco († 1908)
- 5 ottobre - Chester Arthur, avvocato, politico e generale statunitense († 1886)
- 10 ottobre - Rudolf Lindau, diplomatico e letterato tedesco († 1910)
- 11 ottobre - Carlo Ceppi, ingegnere, architetto e urbanista italiano († 1921)
- 13 ottobre - Giovanni Battista Ferrari, pittore italiano († 1906)
- 14 ottobre - August Malmström, pittore e illustratore svedese († 1901)
- 15 ottobre - Angelo Maria Cantoni, militare italiano († 1867)
- 15 ottobre - Asaph Hall, astronomo statunitense († 1907)
- 16 ottobre - Onorato da Biała, presbitero polacco († 1916)
- 17 ottobre - Lucyna Ćwierczakiewiczowa, scrittrice polacca († 1901)
- 18 ottobre - Giuseppe Bossola, organista e imprenditore italiano († 1916)
- 19 ottobre - Giovanni di Kronštadt, religioso russo († 1908)
- 20 ottobre - Ramachandra Tondaiman († 1886)
- 20 ottobre - Surendra Bikram Shah, re nepalese († 1881)
- 22 ottobre - George Gordon-Lennox, politico inglese († 1877)
- 24 ottobre - Takechi Hanpeita, samurai giapponese († 1865)
- 24 ottobre - Maurizio di Sassonia-Altenburg, nobile tedesco († 1907)
- 25 ottobre - Lucio Fiorentini, giornalista, prefetto e politico italiano († 1902)
- 25 ottobre - Carlo Ludovico II di Hohenlohe-Langenburg, principe († 1907)
- 26 ottobre - Cornelius Diependaal, vescovo vetero-cattolico olandese († 1893)
- 28 ottobre - Camillo Cucca, medico italiano († 1893)
- 30 ottobre - Suzanne Leenhoff, pianista olandese († 1906)

## Novembre(25)
- 2 novembre - Angelo Visconti, pittore italiano († 1861)
- 3 novembre - Paolo Tassinari, chimico italiano († 1909)
- 4 novembre - Philip Lutley Sclater, giurista e ornitologo britannico († 1913)
- 5 novembre - Bernardino Lurati, avvocato e politico svizzero († 1880)
- 8 novembre - Samuel W. Crawford, medico e generale statunitense († 1892)
- 9 novembre - Peter Stark Lumsden, militare britannico († 1918)
- 9 novembre - Hugo Karl Anton Pernice, ginecologo tedesco († 1901)
- 10 novembre - Aleksandr Petrovič Sokolov, pittore russo († 1913)
- 10 novembre - Elwin Bruno Christoffel, matematico tedesco († 1900)
- 10 novembre - Isidore Singer, editore e enciclopedista austriaco († 1939)
- 11 novembre - Domenico Giuriati, patriota italiano († 1904)
- 14 novembre - Hendrik Dirk Kruseman van Elten, pittore olandese († 1904)
- 14 novembre - Karl Wilhelm von Kupffer, anatomista tedesco († 1902)
- 14 novembre - Mikayel Nalbandian, poeta, scrittore e traduttore armeno († 1866)
- 15 novembre - Luigi Gerra, prefetto e politico italiano († 1882)
- 19 novembre - Georg Meissner, anatomista e fisiologo tedesco († 1905)
- 19 novembre - Cesare Rossi, attore teatrale italiano († 1898)
- 21 novembre - Petrus Augustus de Génestet, poeta e teologo olandese († 1861)
- 23 novembre - Giuseppe Mengoni, architetto e ingegnere italiano († 1877)
- 25 novembre - Ettore Bertolè Viale, generale e politico italiano († 1892)
- 25 novembre - Giovanni Battista e Giuseppe Epis, pittore italiano († 1880)
- 26 novembre - Arthur Hamilton-Gordon, politico scozzese († 1912)
- 27 novembre - Henri Louis Frédéric de Saussure, mineralogista e entomologo svizzero († 1905)
- 28 novembre - Anton Grigor'evič Rubinštejn, compositore e pianista russo († 1894)
- 29 novembre - José López Domínguez, politico spagnolo († 1911)

## Dicembre(25)
- 3 dicembre - Delphine Ugalde, soprano francese († 1910)
- 4 dicembre - Gaetano Tacconi, politico italiano († 1916)
- 6 dicembre - Eugène Chatelain, operaio, poeta e giornalista francese († 1902)
- 7 dicembre - Giuseppe Basteris, politico italiano († 1895)
- 7 dicembre - Ernest de Boigne, politico francese († 1895)
- 7 dicembre - Marc Monnier, scrittore italiano († 1885)
- 7 dicembre - Joseph von Schork, arcivescovo cattolico tedesco († 1905)
- 9 dicembre - Guglielmo Botti, artista e restauratore italiano
- 9 dicembre - John J. Jacob, politico statunitense († 1893)
- 9 dicembre - Gabriel Rodríguez, ingegnere, economista e politico spagnolo († 1901)
- 10 dicembre - Aleksandr Stepanovič Kaminskij, architetto russo († 1897)
- 13 dicembre - Angelo Quaglio il Giovane, scenografo tedesco († 1890)
- 13 dicembre - Hugo Wilhelm von Ziemssen, medico tedesco († 1902)
- 16 dicembre - Augusto Antonio Vicentini, arcivescovo cattolico italiano († 1892)
- 17 dicembre - Ivan Stojanović, presbitero e scrittore serbo († 1900)
- 18 dicembre - Guglielmo di Baden, principe tedesco († 1897)
- 18 dicembre - Salvatore Spinuzza, patriota italiano († 1857)
- 19 dicembre - Jane Cunningham Croly, scrittrice e giornalista statunitense († 1901)
- 19 dicembre - Ada Howard, docente statunitense († 1907)
- 19 dicembre - Ludwig Adolph Timotheus Radlkofer, botanico tedesco († 1927)
- 19 dicembre - Vincenzo Trigona, marchese di Canicarao, nobile e politico italiano († 1912)
- 21 dicembre - Laura Bridgman, statunitense († 1889)
- 26 dicembre - Antonio Mangilli, politico italiano († 1900)
- 30 dicembre - Antonio Rusconi, avvocato, storico e archeologo italiano († 1889)
- 31 dicembre - Isacco Artom, diplomatico e politico italiano († 1900)

## Senza giorno specificato(44)
- Knut Almlöf, attore teatrale svedese († 1899)
- Alphonsine, attrice teatrale francese († 1883)
- Lorenzo Barziza, presbitero e educatore italiano († 1907)
- Marcello Baschenis, pittore italiano († 1888)
- Aleksandr Petrovič Bazilevskij, diplomatico e collezionista d'arte russo († 1899)
- Henry Bazin, ingegnere francese († 1917)
- Charles Bowles, pistolero statunitense († 1888)
- Nicostrato Castellini, patriota italiano († 1866)
- Giovanni D'Andrea, patriota e politico italiano († 1920)
- Dat So La Lee, artista statunitense († 1925)
- Epameinondas Deligiorgis, politico greco († 1879)
- Paul Dubois, scultore francese († 1905)
- Théophile Ducrocq, giurista francese († 1913)
- Giovan Battista Embriaco, inventore italiano († 1903)
- Leone Eydoux, pittore italiano († 1875)
- Josep Fontserè i Mestre, architetto spagnolo († 1897)
- Beniamino Forti, imprenditore e politico italiano († 1901)
- Belisario Gioja, pittore italiano († 1906)
- Antonio Gomez, patriota italiano
- Manuel María Gutiérrez, flautista e compositore costaricano († 1887)
- Léon Harmel, imprenditore francese († 1915)
- August Holmström, orafo finlandese († 1903)
- Alfred Huet du Pavillon, botanico francese († 1907)
- Frederick William Jacomb, alpinista inglese († 1891)
- George S. James, militare statunitense († 1862)
- Miho Klaić, politico croato († 1896)
- Nikolaos Kounelakis, pittore greco († 1869)
- Edoardo Kramer, politico italiano († 1869)
- Odoardo Lalli, pittore italiano († 1909)
- Theodor Lichtenhein, scacchista tedesco († 1874)
- Jean-Joseph Maquignaz, alpinista italiano († 1890)
- John Collingham Moore, pittore inglese († 1880)
- Luigi Pastori, patriota italiano († 1903)
- Ranavalona II, regina malgascia († 1883)
- Valentin Rose, filologo classico tedesco († 1916)
- Costantino Sereno, pittore italiano († 1893)
- Albertus Willem Sijthoff, editore olandese († 1913)
- Luigi Sprega, scacchista italiano († 1887)
- Marcello Staglieno, storico italiano († 1909)
- Albert E. Thatcher, astronomo statunitense
- Richard Thornton Wilson, banchiere statunitense († 1910)
- Ah Toy, imprenditrice statunitense († 1928)
- Paul Trouillebert, pittore francese († 1900)
- Luigi Vasi, presbitero e storico italiano († 1901)